# Pac-Man y las aventuras fantasmales
Pac-Man y las aventuras fantasmales (en inglés: Pac-Man and the Ghostly Adventures; en japonés: Pac-World (パックワールド, Pakkuwārudo)) es una serie de televisión de animación por computadora producida por Disney XD. La serie fue estrenada el 15 de junio de 2013, y estaba siendo producida por Avi Arad. La serie cuenta como Pac-Man salvando al mundo mientras asiste a la secundaria. Al principio estaba prevista la emisión de una primera temporada de 26 episodios pero al final se confirmó una segunda temporada que se emitió el 9 de junio de 2014. La serie fue presentada en 3D estereoscópico.
Canal Panda fue el primer canal español en emitirla hasta que Clan estrenó la serie el 19 de abril de 2014, luego en Latinoamérica se estrenó por primera vez en Canal 5 en México, desde 2014, y en 5 de octubre de 2015 se estrenó en Discovery Kids (siendo una de las últimas series para una de las últimas Series del canal enfocadas a niños con edad +7) en repeticiones pero ahora está disponible en toda Latinoamérica.
Además fue emitida en los Estados Unidos en Disney XD el 15 de junio de 2013, en Canadá en YTV en 3 de noviembre de 2013, en Japón emitida en NHK u otras cadenas de televisión. Fue producida por 41 Entertainment, BRB Internacional, Editorial Panini en asociación con. Disney XD en los Estados Unidos y Canadá, Namco/Namco Bandai en Japón y Televix International en Latinoamérica.

## Argumento
La serie sigue las aventuras de Pac-Man, quien junto a sus amigos Cilindria y Espiral ayuda a proteger el Planeta-Pac y Pacopolis de la amenaza de los Fantasmas después de que el sello que cerraba el acceso al inframundo al mundo exterior fuera abierto accidentalmente por Pac-Man luego de haberse perdido en el laberinto '256' (el número es una referencia al último nivel del Pac-Man original). Pac-Man tiene también cuatro fantasmas amigos —Blinky, Pinky, Inky y Clyde— que se rindieron ante él después de que Pac-Man casi se los comiera y hicieron un tratado para que ellos le revelaran información del inframundo. Pac-Man jura impedir que Lord Betrayus y a sus fantasmas hacerse con el control de Pac-Mundo.

## Personajes
- Pac-Man: El personaje principal de la serie, Pac-Man es la última esfera amarilla que queda en el Planeta-Pac cuyo destino es derrotar a los malvados fantasmas de Betrayus que el mismo liberó por accidente. Tiene la habilidad de comer a los fantasmas y las bayas que le dan poderes temporales, como volar, escupir y crear hielo, convertirse en un taladro, exhalar y constituir fuego, súper velocidad, etc. Su nombre original es Pac, pero la gente lo llama Pac-Man (una idea propuesta por el presidente Spheros luego de haber salvado la ciudad en la primera invasión fantasmal) por ser un héroe, aunque sus amigos le llamen Pacster de forma amistosa.
- Cilindra: Es una esfera rosa con gafas rojas. Ella es la más inteligente entre Pac-Man y Espiral y hará lo que fuera para a sus amigos. Ella no confía en los fantasmas (sobre todo Pinky, quien tiene una rivalidad con ella y pelean por Pac). Antiguamente era novia de Skeebo.
- Espiral: Es un esferoide prolato rojo y mejor amigo de Pac-Man y Cilindria. Espiral le gusta volar las cosas y está interesado en la historia de Pac-Mundo.
- Presidente, Stratos Sfero: Es el presidente del Pac-Mundo y hermano de Lord Betrayus. Lo único que quiere es que Pac-Man y sus amigos detenga los planes de su hermano.
- Sr. Circunferencia: Es un científico mayor de edad que ayuda a Pac-Man y sus amigos dándole sus inventos (antes se llamaba Don-Cunferencia). Es la pareja de Spheria y uno de los mejores amigos de Stratos Spheros. También es un veterano de la Primera guerra Pac-Mundial junto a Spheria y Stratos.
- Fuzbitz: Es un monstruo mascota de Circunferencia. Él tiene un apetito similar a Pac. Cuando enfadado que se convierte en una versión más feroz de sí mismo. A pesar de esta capacidad, y el Dr. Pompis pensó que era inútil volver cuando Fuzbitz vivió en el Inframundo. Ahora vive con Circunferencia en su laboratorio después de demostrar que él era demasiado para el Pac-Man y sus amigos de manejar. A veces molesta a Grinder.
- Blinky: Es un fantasma rojo y líder del grupo de los fantasmas que ayudan a Pac-Man. Él es astuto y se preocupa por sus amigos pero no se puede confiar en él. El solo quiere ayudar a Pac-Man porque quiere estar en el grupo ganador, también es un ex-maestro del Pac-Fu.
- Inky: Es un fantasma azul y uno de los fantasmas de ayudan a Pac-Man. Él es listo pero sarcástico y distraído. Es el mejor amigo de Blinky, aunque a veces se pelean.
- Pinky: Es una fantasma rosa y uno de los fantasmas de ayudan a Pac-Man. A pesar del temor a Betrayus, ella está dispuesta a ayudar a Pac-Man, debido a que está profundamente enamorada de él (como en Pac-Man World 2). Pinky tiene una rivalidad con Cilindra y pelean por Pac.
- Clyde: Es un fantasma naranja y grande y uno de los fantasmas que ayudan a Pac-Man. Él es el miembro más cariñoso pero no él más listo. Clyde tiene la misma personalidad glotona de Pac-Man aunque un poco más tímido y temeroso. Según Santa en uno de los capítulos es el alma más pura que hay en el inframundo junto a Mirón (un cíclope chef).
- Skeebo: Es una esfera azul que actúa como un bully y archienemigo de Pac-Man. Él es un atleta que tiene celos de Pac-Man porque siempre salva el día. Una vez se comió las bayas de Pac y se le conoció como 'Heebo-Skeebo'.
- Spheria: Es una esfera naranja y tía de Pac-Man. Ella tiene un Pac-perro llamado Uggles. Spheria es conocida mundialmente como Spheria Suprema por ser campeona de Pac-Pong en las Pac-Olimpiadas y en la Primera guerra Pac-Mundial fue sargento del ejército de los guerreros de la libertad (probablemente haciendo referencia a los aliados).
- Lord Betrayus Sfero: Es un fantasma de fuego de color blanco, y es el villano de la serie. Es el monarca de los malvados fantasmas. Él es el hermano del presidente Stratos. Quiere apoderarse de Pac-Mundo usando cíclopes, monstruos y fantasmas malévolos. Está secretamente enamorado de Spheria, pero igualmente son enemigos y no quiere admitir que perdió en las Pac-Olimpiadas de Pac-Pong contra ella. De pequeños siempre fue rechazado por su madre y la sombra de su hermano.
- Buttler: Es un fantasma morado que usa un sombrero bombín y con un acento británico, él es el sirviente y mayordomo de Betrayus. Él es el hermano gemelo del Dr. Pompis.
- Dr. Pompis: Es un fantasma celeste que usa gafas, un brazo robótico y con un acento británico. Él es un científico loco y rival de Circunferencia por saber quien es más inteligente, según Circunferencia de vez en cuando hacen concurso para saber quien es mejor. Él es el hermano gemelo de Buttler.
- Zac: Es el padre de Pac. Él era un agente de la guerra experto. Durante la revuelta de Betrayus, que desapareció y fue dado por muerto junto con su esposa llamada Sony, que llevó a que Pac quedará huérfano (como el pensamiento público). Pero más tarde después de que Pac haya confrontado al Lord puntiaguda cabeza en el espacio le reveló que conoció a Zac y que todavía está vivo con su esposa (probablemente como prisioneros) en el planeta de los puntiagudos. Algunos habitantes de Pac-Mundo piensan que murió durante la revuelta, pero Pac-Man y sus amigos (incluyendo a Circunferencia) creen que todavía puede estar vivo pero nunca se lo encontró.

## Doblaje
| Personaje          | Actor de voz original | Actor de doblaje                     | Actor de doblaje          |
| ------------------ | --------------------- | ------------------------------------ | ------------------------- |
| Pac-Man            | Erin Mathews          | Isabel Martiñón                      | Aarón Galeano             |
| Srta. Globular     | Erin Mathews          | Isabela Rodríguez                    | Javier López              |
| Espiral            | Sam Vincent           | Arturo Cataño (eps. 1-39)            | Enric Puig                |
| Espiral            | Sam Vincent           | Alan Fernando Velázquez (eps. 40-52) | Enric Puig                |
| Betrayus           | Sam Vincent           | Rubén Trujillo                       | José García Tos           |
| Betrayus           | Sam Vincent           | Mario Filio (temp 2. ep. 20)         | José García Tos           |
| Presidente Sfero   | Sam Vincent           | Pedro D'Aguillón Jr.                 | Rafael Ordóñez Arrieta    |
| Cilindra           | Andrea Libman         | Melissa Gedeón (eps. 1-39)           | Eva Andrés                |
| Cilindra           | Andrea Libman         | Susana Moreno (eps. 40-52)           | Eva Andrés                |
| Circunferencia     | Ian James Corlett     | Esteban Siller (eps. 3-23)           | Carlos Ysbert             |
| Circunferencia     | Ian James Corlett     | Alejandro Villeli                    | Carlos Ysbert             |
| Blinky             | Ian James Corlett     | Arturo Castañeda                     | Darío Torrent             |
| Pinky              | Ashleigh Ball         | Christine Byrd (eps. 1-4)            | Nina Romero               |
| Pinky              | Ashleigh Ball         | Romina Marroquín Payró               | Nina Romero               |
| Reportera          | Ashleigh Ball         |                                      | Nina Romero               |
| Sfera Suprema      | Ashleigh Ball         | Rommy Mendoza                        | Angélica Jarramillo Vivas |
| Fantasma Cíclope   | Lee Tockar            |                                      | Rafael Ordóñez Arrieta    |
| Kingpin Obtuso     | Lee Tockar            | Alfredo Gabriel Basurto              | Samuel de la Cruz         |
| Fuzbits            | Lee Tockar            | N/A                                  | Yolanda Mateos            |
| Inky               | Lee Tockar            | Alan Bravo                           | Ignasi Díaz               |
| Skeebo             | Matt Hill             | Carlo Vázquez                        | Ignasi Díaz               |
| Asistente de Sfero | Brian Drummond        | Pedro D'Aguillón Jr                  | Enric Puig                |
| Clyde              | Brian Drummond        | Miguel Ángel Ruiz                    |                           |
| Buttler            | Brian Drummond        | Luis Alfonso Mendoza                 |                           |
| Dr. Pompis         | Brian Drummond        | Luis Alfonso Mendoza                 | Carlos De La Fuente       |
| Rotunda            | Tabitha St. Germain   | Erika Mireles                        |                           |
| Jean Genio         | Nicole Oliver         | Carla Castañeda                      |                           |
| Apex               | Colin Murdock         | Manuel Pérez                         |                           |

## Los videojuegos
- Varios videojuegos basados en la serie han sido desarrollados. Un corredor sin fin para iOS y Android titulada Pac-Man Dash! Fue lanzado en julio de 2013. Esto también se encuentra alojado de forma gratuita en Canadá [44] en la página web CHRGD. [45]

- Un juego de plataformas en 3D con el mismo nombre que la serie de televisión fue lanzado para Wii U, PS3, Xbox 360 y Windows PC a finales de 2013, acompañado de un juego de plataformas 2D para 3DS poco después. Una secuela fue lanzado en octubre de 2014 la liberación. Personajes de la serie también han aparecido en la versión de compilación para PS3, Xbox 360 y Windows PC, Pac-Man Museo.

- Un juego de plataformas en 3D con el mismo nombre que la serie de televisión fue lanzado para Wii U, PS3, Xbox 360 titulada Pac-Man y las Aventuras Fantasmales 2 El juego fue lanzado por primera vez el 1 de marzo de 2014.